# جيانوليس لارنتزاكيس
جيانوليس لارنتزاكيس (باليونانية: Γιαννούλης Λαρεντζάκης)‏ مواليد 22 سبتمبر 1993 في ماروسي، أثينا، اليونان، هو لاعب كرة سلة يوناني. بدأ مسيرته الاحترافية في سنة 2011. يحمل الرقم 12. يبلغ طوله 6 قدم 5 بوصة (2.0 م).

## المسيرة الاحترافية
لعب مع نادي إكاروس كاليثيا لكرة السلة من سنة 2011 إلى 2013، ثم لعب مع نادي أريس لكرة السلة من سنة 2013 إلى 2016، ثم لعب مع نادي إيه إي كي لكرة السلة في سنة 2016.

## روابط خارجية
- جيانوليس لارنتزاكيس على موقع الاتحاد الدولي لكرة السلة (الإنجليزية)
- جيانوليس لارنتزاكيس على موقع الدوري الإسباني لكرة السلة (الإسبانية)
- جيانوليس لارنتزاكيس على موقع كرة السلة الأوروبية.كوم (الإنجليزية)
- جيانوليس لارنتزاكيس على موقع DraftExpress.com (الإنجليزية)
- جيانوليس لارنتزاكيس على موقع ريلجم (الإنجليزية)
- جيانوليس لارنتزاكيس على موقع بروبوليرز (الإنجليزية)
- جيانوليس لارنتزاكيس على موقع سبورتس رفرنس (الإنجليزية)